# 塔尔托讷
塔尔托讷（法語：Tartonne，法語發音：[taʁtɔn]）是法国上普罗旺斯阿尔卑斯省的一个市镇，位于该省中东部，属于迪涅莱班区。

## 地理
塔尔托讷（44°4'12"N, 6°23'17"E）面积44.88 平方千米，位于法国普罗旺斯-阿尔卑斯-蓝色海岸大区上普罗旺斯阿尔卑斯省，该省份为法国东南部内陆省份，北起上阿尔卑斯省，西接沃克吕兹省，西北接德龙省，南至瓦尔省，东临滨海阿尔卑斯省，东北部与意大利接壤。
与塔尔托讷接壤的市镇（或旧市镇、城区）包括：阿尔沙伊、克吕芒克、迪涅莱班、德赖克斯、朗布吕斯、下托拉姆。

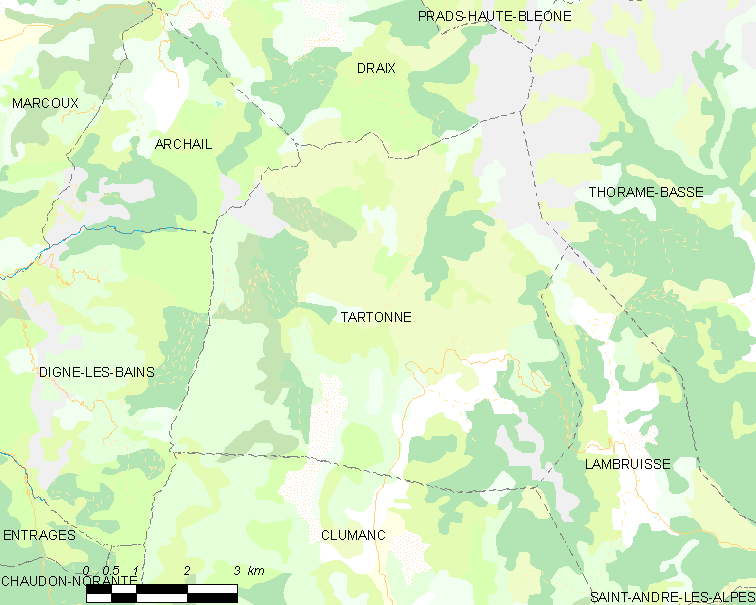
塔尔托讷的OSM定位图

塔尔托讷的时区为UTC+01:00、UTC+02:00（夏令时）。

## 行政
塔尔托讷的邮政编码为04330，INSEE市镇编码为04214。

## 政治
塔尔托讷所属的省级选区为里耶兹县。

## 人口

1962-2008年间塔尔托讷人口变化图示

塔尔托讷于2022年1月1日时的人口数量为127人。